# Rhabdoblatta pedisequa
Rhabdoblatta pedisequa är en kackerlacksart som först beskrevs av Rehn, J. A. G. 1904.  Rhabdoblatta pedisequa ingår i släktet Rhabdoblatta och familjen jättekackerlackor. Inga underarter finns listade i Catalogue of Life.